# Họ Lá bỏng
Họ Lá bỏng hay họ Trường sinh, họ Cảnh thiên (danh pháp khoa học: Crassulaceae) là một họ thực vật mọng nước, thân thảo trong bộ Tai hùm. Họ này ở Việt Nam hiện có 4 chi với 10 loài trong số 34 chi 1.370 loài toàn thế giới. Họ này phổ biến khắp thế giới, nhưng chủ yếu có mặt tại Bắc bán cầu và miền nam châu Phi, thông thường trong các khu vực khô và/hoặc lạnh, những nơi khan hiếm nước.
Không một thành viên nào của họ này là cây trồng có tầm quan trọng kinh tế, nhưng nhiều loài là các loại cây phổ biến trong nghề làm vườn; với nhiều thành viên có bề ngoài hấp dẫn kỳ lạ, sống khỏe, thường chỉ cần sự chăm sóc tối thiểu. Một số loài quen thuộc với những người làm vườn như phỉ thúy (Crassula ovata) và trường sinh blossfeld (Kalanchoe blossfeldia).
Quang hợp CAM (viết tắt từ Crassulacean Acid Metabolism nghĩa là trao đổi chất axít cảnh thiên) được đặt tên theo họ này, do cách thức quang hợp kiểu như vậy lần đầu tiên được phát hiện trong các loại cây cảnh thiên.

## Đặc điểm sinh học
- Thân: Thân mềm sống nhiều năm
- Cành cây: Cành nhỏ, yếu
- Lá: Lá đơn, dày, mọng nước, mọc đối, mọc cách hay mọc vòng.
- Hoa: Cánh hoa rõ, nhị có khi đẳng số và xen kẽ với cánh hoa, lá noãn rời.

## Phân loại
Phân loại trong họ này gặp khó khăn do nhiều loài đã lai ghép với nhau, cả trong thiên nhiên lẫn trong gieo trồng. Một số phân loại cũ đưa họ này vào bộ Rosales, nhưng các phân loại mới hơn xếp nó trong bộ Saxifragales. Theo truyền thống, họ này chia thành 6 phân họ là Crassuloideae, Cotyledonoideae, Echeverioideae, Kalanchoideae, Sedoideae và Sempervivoideae, về cơ bản dựa trên cấu trúc hoa. Theo phân loại phát sinh loài thì họ này chia ra thành 2 phân họ (như GRIN) là Sedoideae (gồm 2 tông Kalanchoeae và Sedeae. Tông Sedeae chia ra thành 2 phân tông là Sedinae và Telephiinae) và Crassuloideae, hoặc thành 3 phân họ (như APG) là Crassuloideae, Kalanchoideae và Sempervivoideae.

### Truyền thống
- Phân họ Crassuloideae

- - Crassula

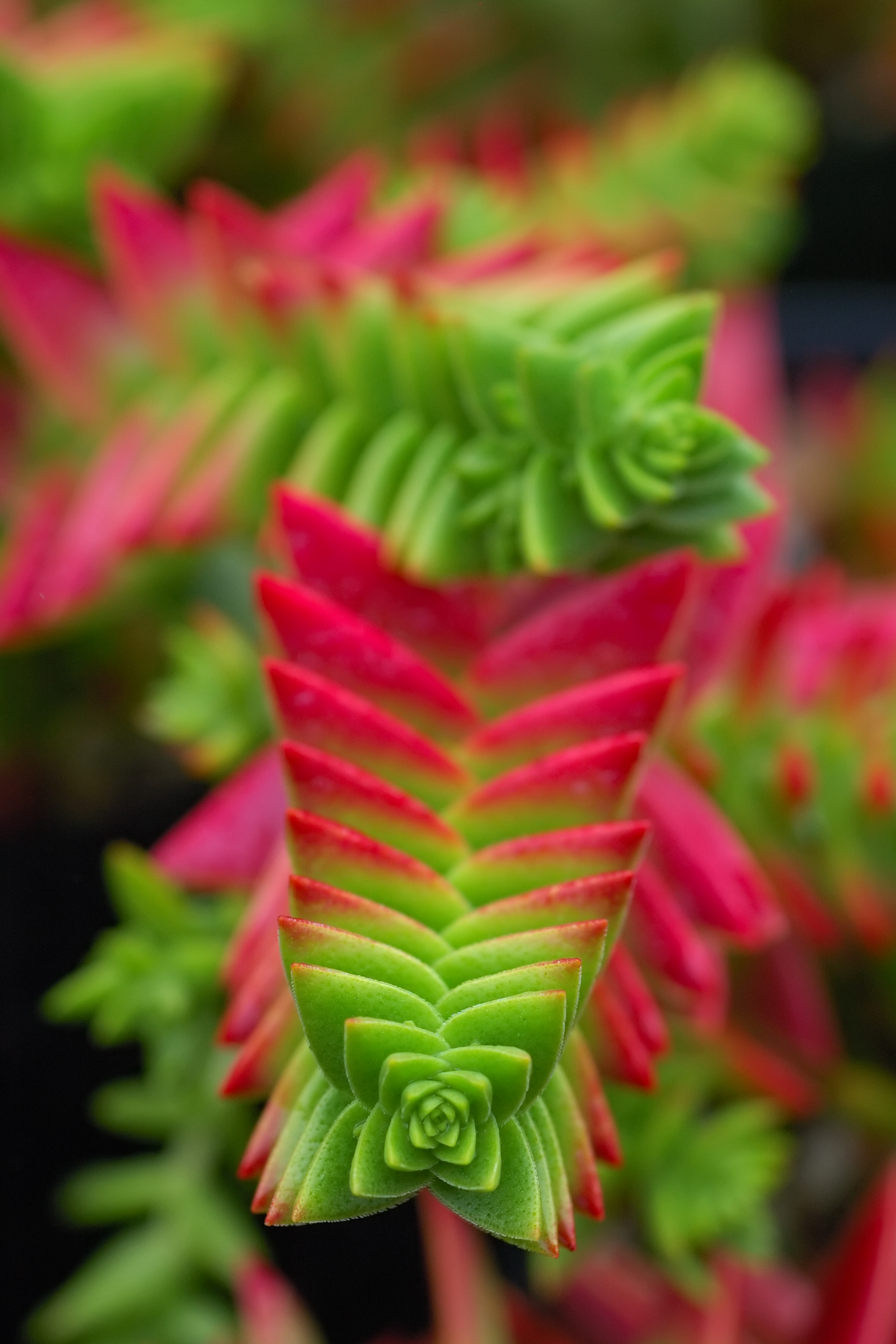
Crassula capitella

  - Dinacria (APG coi là đồng nghĩa của Crassula).
  - Vauanthes (APG coi là đồng nghĩa của Crassula).
  - Kalosanthes
  - Pagella (APG coi là đồng nghĩa của Crassula).
  - Rhopalota (APG coi là đồng nghĩa của Crassula).
  - Rochea (APG coi là đồng nghĩa của Crassula).

- Phân họ Cotyledonoideae
  - Adromischus
  - Chiastophyllum
  - Cotyledon
  - Mucizonia
  - Pistorinia

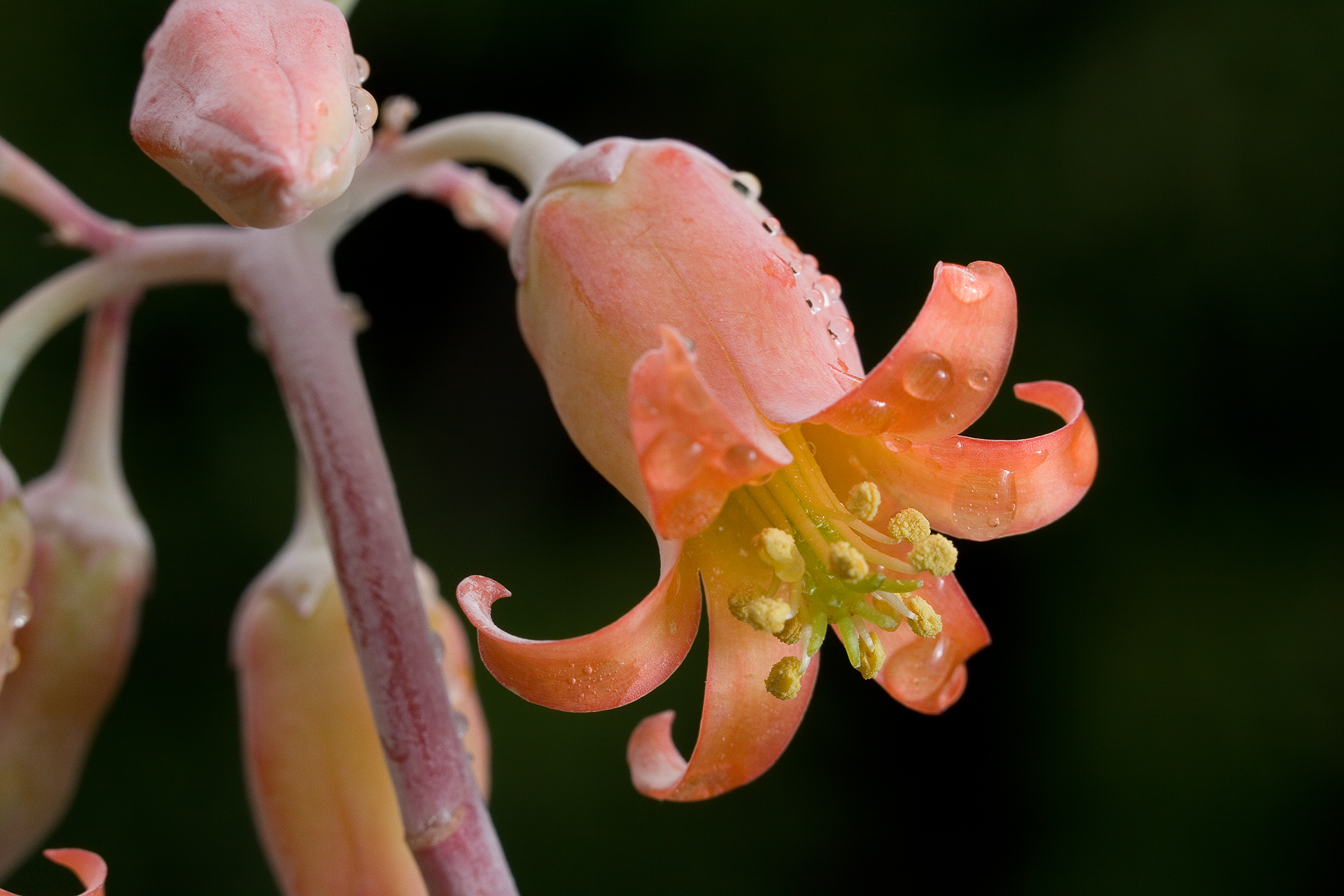
Cotyledon orbiculata

  - Tylecodon. APG xếp vào phân họ Kalanchoideae.
  - Umbilicus

- Phân họ Echeverioideae
  - Dudleya

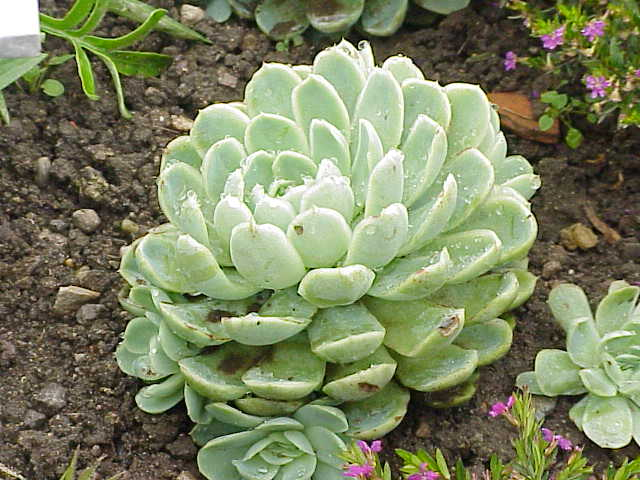
Echeveria elegans

  - Echeveria - Liên đài, thạch liên đài, hoa đá, sen đá
  - Graptopetalum
  - Pachyphytum
  - Tacitus (APG coi là đồng nghĩa của Graptopetalum).
  - Thompsonella

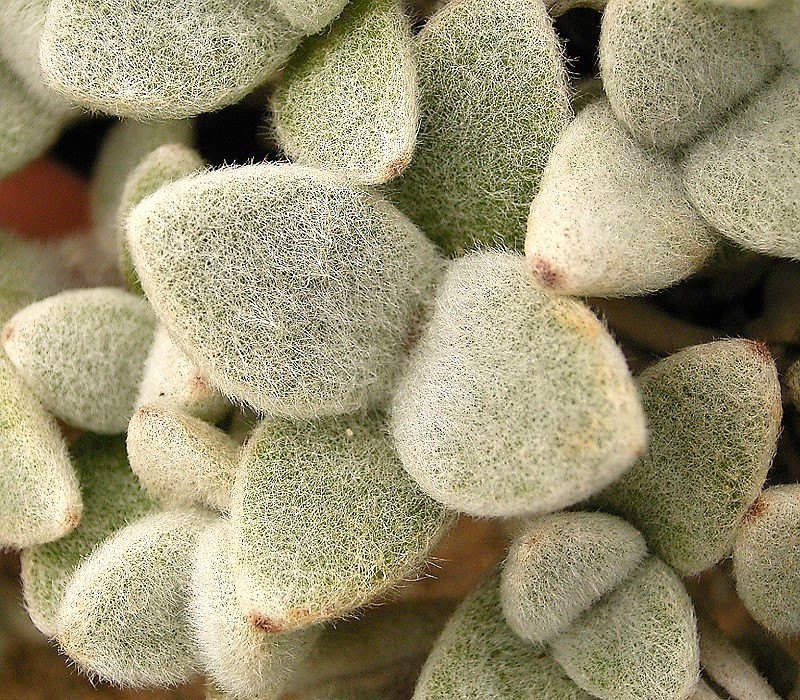
Kalanchoe eriophylla

- Phân họ Kalanchoideae: Các đặc điểm là bội số của 4 (4 lá đài, 4 cánh hoa, 8 nhị và 4 lá noãn). Ngoài ra, 4 cánh hoa thường hợp lại thành ống.
  - Bryophyllum - Lạc địa sinh căn
  - Kalanchoe - Trường sinh, lá bỏng, già lam thái
  - Kitchingia (APG coi là đồng nghĩa của Kalanchoe).
- Phân họ Sedoideae
  - Afrovivella (APG coi là đồng nghĩa của Rosularia).
  - Cremnophila
  - Diamorpha
  - Hylotelephium - Bát bảo
  - Hypagophytum
  - Lenophyllum
  - Meterostachys
  - Parvisedum (APG coi là đồng nghĩa của Sedella).
  - Phedimus - Phí thái (APG coi là đồng nghĩa của Sedum).
  - Pseudosedum - Hợp cảnh thiên
  - Rosularia - Ngõa liên
  - Sedum - Cảnh thiên, thùy bồn thảo
  - Sempervivella (APG coi là đồng nghĩa của Rosularia).
  - Sinocrassula - Thạch liên, sen đá
  - Villadia

- Phân họ Sempervivoideae
  - Aeonium
  - Aichryson
  - Greenovia

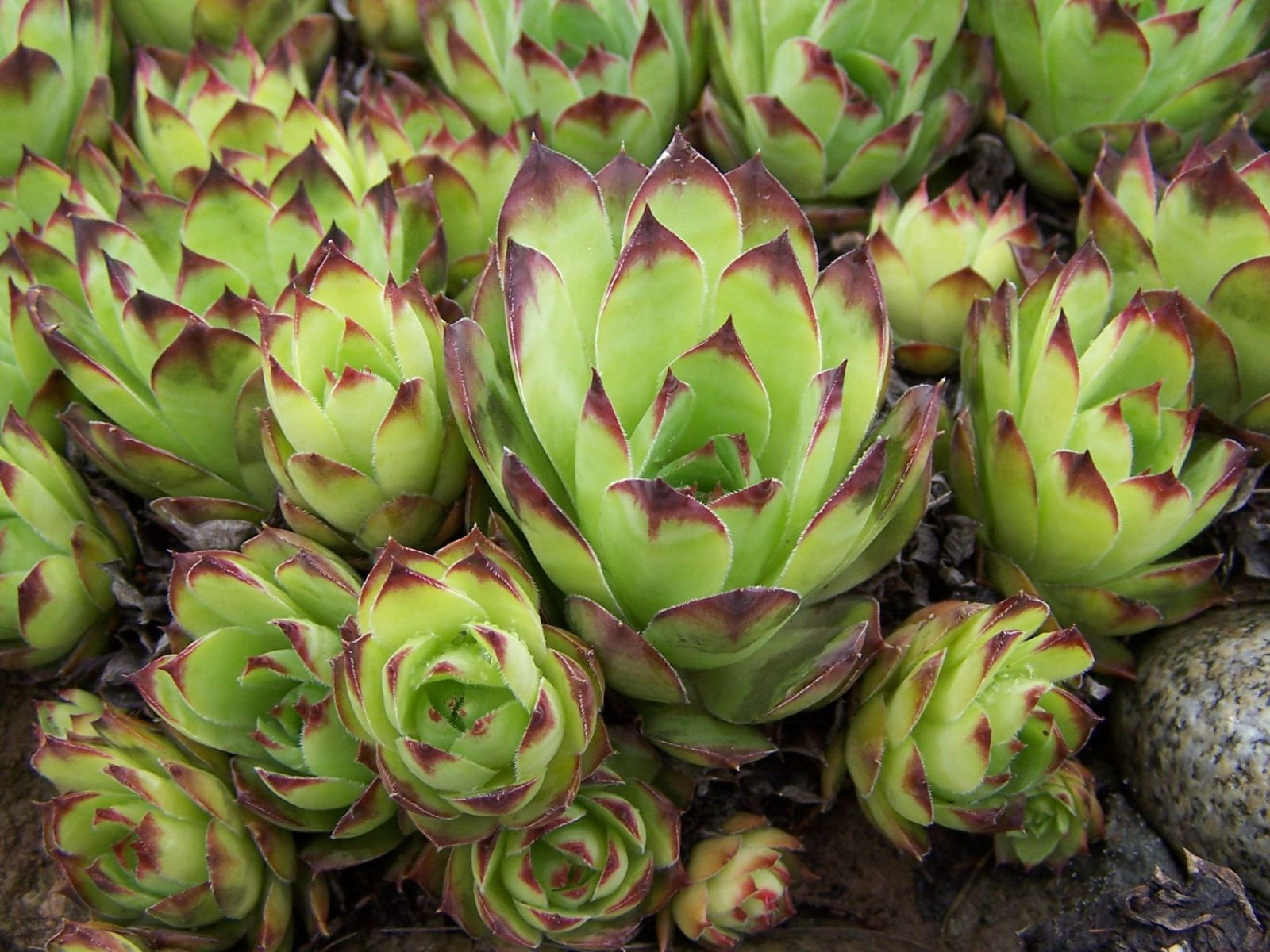
Sempervivum tectorum

  - Jovibarba (APG coi là đồng nghĩa của Sempervivum).
  - Monanthes
  - Orostachys - Ngõa tùng
  - Rhodiola - Hồng cảnh thiên, cảnh thiên đỏ
  - Sempervivum

### GRIN
- Phân họ Sedoideae
  - Tông Kalanchoeae
    - Adromischus
    - Cotyledon
    - Kalanchoe
    - Tylecodon

  - Tông Sedeae
    - Phân tông Sedinae
      - Aeonium
      - Afrovivella
      - Aichryson
      - Cremnophila
      - Diamorpha
      - Dudleya
      - Echeveria
      - Graptopetalum
      - ×Graptoveria [= Graptopetalum × Echeveria]
      - Jovibarba
      - Lenophyllum
      - Monanthes
      - Ohbaea
      - Pachyphytum
      - Phedimus
      - Pistorinia
      - Prometheum
      - Rosularia
      - Sedella
      - Sedum
      - Sempervivum
      - Tacitus
      - Thompsonella
      - Villadia

    - Phân tông Telephiinae
      - Hylotelephium
      - Hypagophytum
      - Kungia
      - Meterostachys
      - Orostachys
      - Perrierosedum
      - Pseudosedum
      - Rhodiola
      - Sinocrassula
      - Umbilicus
- Phân họ Crassuloideae
  - Crassula
  - Tillaea

### APG III
- Phân họ Crassuloideae: 1-2 chi và khoảng 196 loài
  - Crassula (gồm cả Bulliarda, Combesia, Danielia, Dinacria, Gomara, Grammanthes, Hypagophytum, Pagella, Rhopalota, Rochea, Tillaea, Tillaeastrum, Vauanthes)
  - Hypagophytum.
- Phân họ Kalanchoideae: 4 chi và 200 loài.
  - Kalanchoe (gồm cả Bryophyllum, Kitchingia)
  - Tylecodon
  - Adromischus
  - Cotyledon (gồm cả Cotyliphyllum).
- Phân họ Sempervivoideae: 28 chi và 975 loài.
  - Sinocrassula
  - Kungia
  - Meterostachys
  - Orostachys
  - Hylotelephium
  - Perrierosedum
  - Umbilicus (gồm cả Chiastophyllum)
  - Pseudosedum
  - Rhodiola (gồm cả Chamaerhodiola, Clementsia, Kirpicznikovia, Poenosedum, Tetradium, Tolmachevia)
  - Phedimus (gồm cả Aizopsis, Asterosedum, Spathulata)
  - Sempervivum (gồm cả Diopogon, Jovibarba)
  - Petrosedum
  - Aichryson (gồm cả Macrobia)
  - Monanthes (gồm cả Petrophyes)
  - Aeonium (gồm cả Greenovia, Megalonium)
  - Pistorinia
  - Rosularia (gồm cả Afrovivella, Monanthella)
  - Prometheum (gồm cả Pseudorosularia)
  - Sedella Britton & Rose (gồm cả Parvisedum)
  - Dudleya (gồm cả Hasseanthus, Stylophyllum)
  - Sedum (gồm cả Aithales, Altamiranoa, Amerosedum, Anacampseros, Breitungia, Cepaea, Chetyson, Clausenellia, Cockerellia, Congdonia, Corynephyllum, Diamorpha, Etiosedum, Gormania, Helladia, Hjaltalinia, Keratolepis, Leucosedum, Macrosepalum, Ohbaea, Oreosedum, Procrassula, Sedastrum, Sedella Fourrier, Sempervivella, Telmissa, Tetrorum, Triactina)
  - Mucizonia
  - Villadia
  - Lenophyllum
  - Graptopetalum (gồm cả Byrnesia, Tacitus)
  - Thompsonella
  - Echeveria (gồm cả Courantia, Oliveranthus, Oliverella, Urbinia)
  - Pachyphytum
  - Cremnophila
  - X Graptoveria = Graptopetalum X Echeveria
  - X Sedeveria = Sedum X Echeveria

## Phân bổ
|  |

Cây mọc tập trung vùng ấm khô như châu Phi, mặc dù có thể tìm thấy trên toàn thế giới. Ở Việt Nam có 4 chi: Echeveria, Kalanchoe, Rhodiola và Sedum.

## Hình ảnh

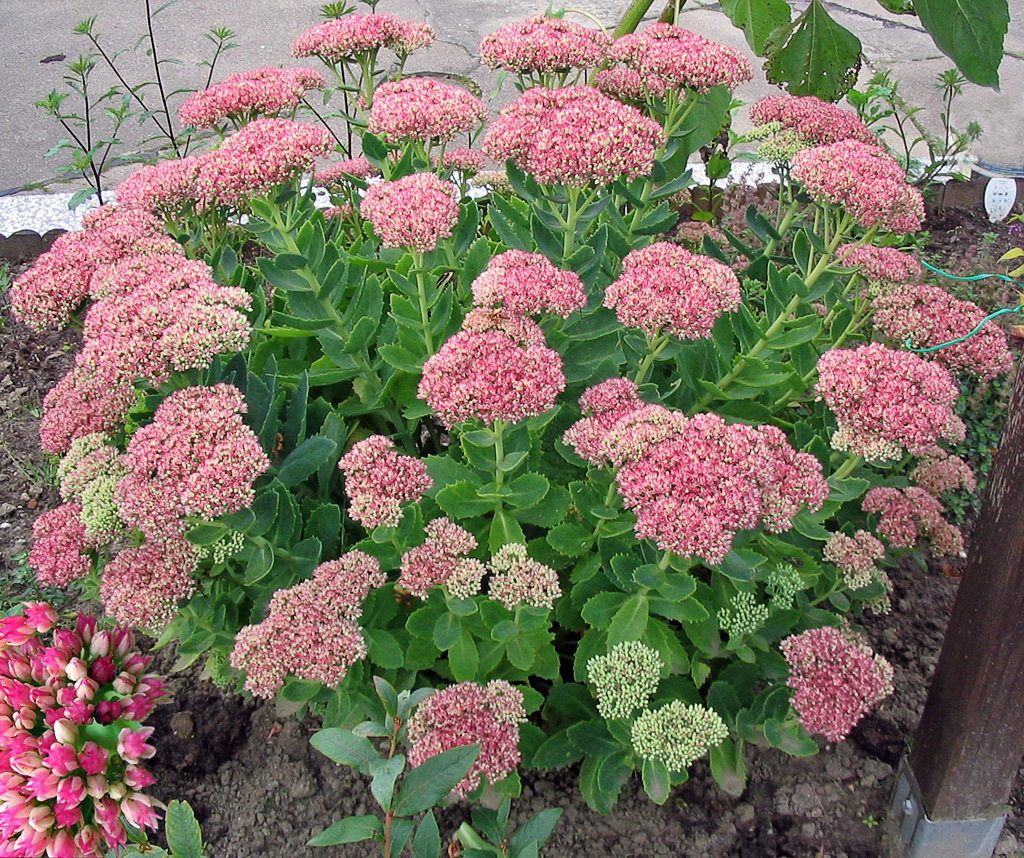
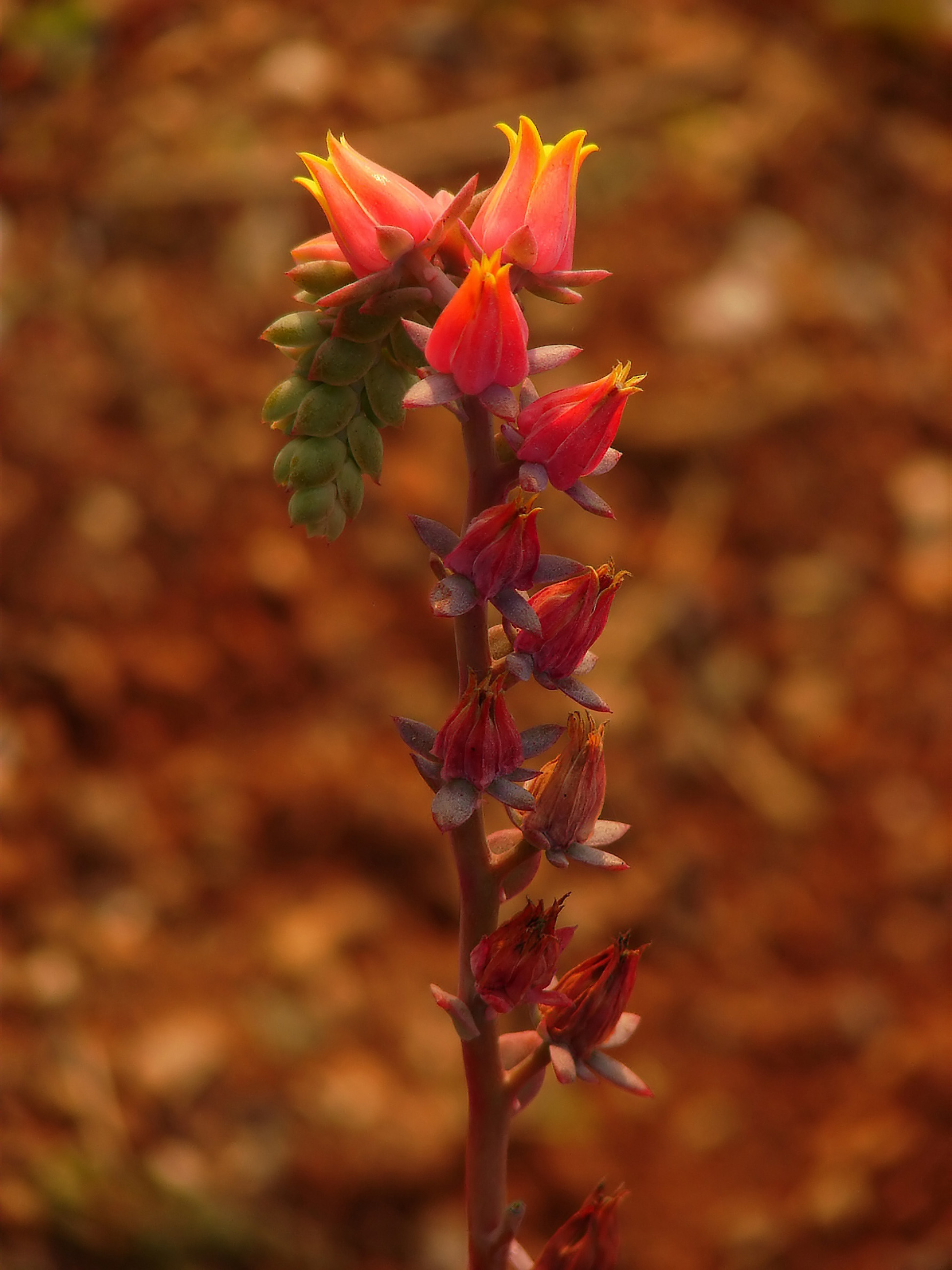